# قائمة سدود العراق
قائمة باسماء السدود في العراق:

## السدود على حوض الفرات
السدود على نهر الفرات:
| اسم السد    | نوع السد     | حجم الخزن    | الأرتفاع (بالمتر) | الطول (بالمتر) | تاريخ الافتتاح | المحافظة         |
| ----------- | ------------ | ------------ | ----------------- | -------------- | -------------- | ---------------- |
| سد حديثة    | إملائي ركامي | 8,2 مليار م3 | 57                | 9064           | 1987           | محافظة الأنبار   |
| سدة الفلوجة |              |              |                   |                | 1985           | محافظة الأنبار   |
| سدة الرمادي |              |              |                   | 209            | 1955           | محافظة الأنبار   |
| سدة الكوفة  |              |              |                   |                | 1988           | محافظة بابل      |
| سدة الهندية |              |              |                   | 250            | 1913           | محافظة بابل      |
| سدة الشامية |              |              |                   |                | 1988           | محافظة الديوانية |
| سد الثرثار  |              | 80 مليار م³  |                   |                | 1985           | محافظة الانبار   |

## السدود على حوض دجلة

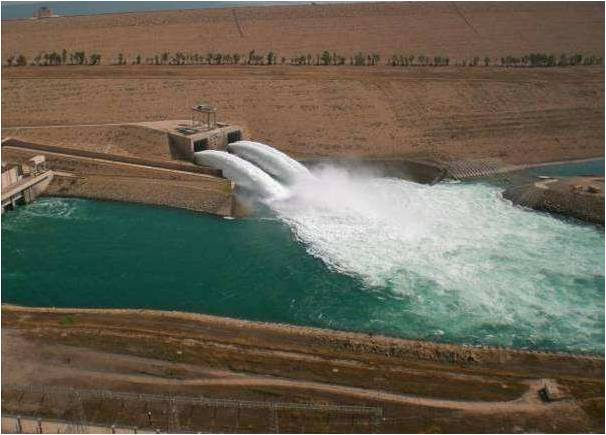
سد الموصل على نهر دجلة

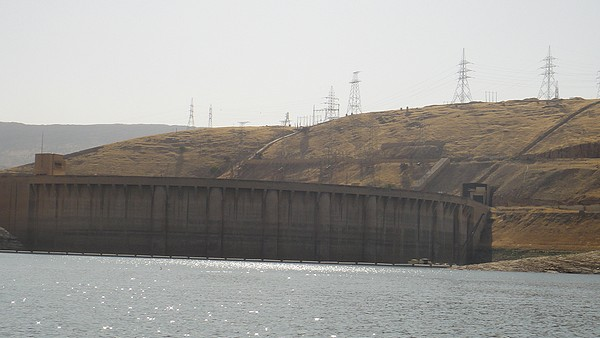
سد دوكان على نهر الزاب الاسفل

السدود على نهر دجلة وروافده:
| اسم السد    | نوع السد                     | حجم الخزن      | الأرتفاع (بالمتر) | الطول (بالمتر) | تاريخ الافتتاح | المحافظة          |
| ----------- | ---------------------------- | -------------- | ----------------- | -------------- | -------------- | ----------------- |
| سد دوكان    | خرساني مقوّس                  | 6,8 مليار م3   | 116.5             | 360            | 1959           | محافظة السليمانية |
| سد دربندخان | إملائي ركامي                 | 3,8 مليار م3   | 128               | 445            | 1961           | محافظة السليمانية |
| سد حمرين    | ركامي ذو لبّ طيني وقشرة حصوية | 3,5 مليار م3   | 53                | 3360           | 1981           | محافظة ديالى      |
| سد الموصل   | ركامي إملائي                 | 11,11 مليار م3 | 113               | 3400           | 1986           | محافظة نينوى      |
| سد دهوك     | ترابي املائي                 | 52 مليون م3    | 60                | 600            | 1988           | محافظة دهوك       |
| سد العظيم   | ترابي إملائي                 | 1,5 مليار م3   | 76.5              | 3500           | 2000           | محافظة ديالى      |
| سد الوند    | ترابي إملائي                 | 38 مليون م3    | 24                | 1342           | 2013           | محافظة ديالى      |
| سدة الكوت   |                              |                | 10.5              | 516            | 1940           | محافظة واسط       |
| سد سامراء   |                              |                | 65                |                | 1956           | محافظة صلاح الدين |
| سد الدبس    |                              |                | 23.75             | 376            | 1965           | محافظة كركوك      |
| سد ديالى    |                              |                |                   |                | 1969           | محافظة ديالى      |
| سد بلكانة   |                              | مليون م3       |                   |                | 2009           | محافظة كركوك      |

## سدود قيد الإنشاء والتي يخطط لبنائها
- سد بادوش على نهر دجلة (قيد الإنشاء)
- سد مكحول على نهر دجلة يبلغ طوله بحدود 3.6 كم وطاقته التخزينية 12 مليون م3 (بدأ العمل فيه سنة 2000 لكنه توقف عام 2003)
- سد بخمة على نهر الزاب الكبير (قيد الإنشاء)
- سد منداوه على نهر الزاب الكبير
- سد باكرمان على نهر الخازر
- سد خليكان على نهر الخازر
- سد طق طق على نهر الزاب الأسفل
- سد باسرة على أحد فروع نهر العظيم
- سد البغدادي في الرمادي
- سد تولساق في ديالى